# Falmouth (Kentucky)
Falmouth és una població dels Estats Units a l'estat de Kentucky. Segons el cens del 2000 tenia 2.058 habitants.

## Demografia
Segons el cens del 2000, Falmouth tenia 2.058 habitants, 849 habitatges, i 521 famílies. La densitat de població era de 616 habitants/km².
Dels 849 habitatges en un 31,1% hi vivien nens de menys de 18 anys, en un 41,7% hi vivien parelles casades, en un 15,3% dones solteres, i en un 38,6% no eren unitats familiars. En el 34,7% dels habitatges hi vivien persones soles el 18,5% de les quals corresponia a persones de 65 anys o més que vivien soles. El nombre mitjà de persones vivint en cada habitatge era de 2,34 i el nombre mitjà de persones que vivien en cada família era de 3,03.
Per edats la població es repartia de la següent manera: un 25,9% tenia menys de 18 anys, un 9,4% entre 18 i 24, un 28,1% entre 25 i 44, un 19,3% de 45 a 60 i un 17,2% 65 anys o més.
L'edat mediana era de 37 anys. Per cada 100 dones de 18 o més anys hi havia 82,4 homes.
La renda mediana per habitatge era de 25.114 $ i la renda mediana per família de 36.250 $. Els homes tenien una renda mediana de 31.012 $ mentre que les dones 20.781 $. La renda per capita de la població era de 15.634 $. Entorn del 16,5% de les famílies i el 19% de la població estaven per davall del llindar de pobresa.

## Poblacions més properes
El següent diagrama mostra les poblacions més properes.

## Fills il·lustres
- Phillip Allen Sharp (1944 -) biòleg molecular i genetista, Premi Nobel de Medicina o Fisiologia de l'any 1993 .